# 多蘿西·瑪卡伊爾
多蘿西·瑪卡伊爾（Dorothy Mackaill，1903年3月4日—1990年8月12日）是一位英國裔美國演員，在無聲電影時代和1930年代早期的前法典好萊塢時代最為活躍。

## 生平
1928年9月，第一國家影業被華納兄弟收購。1931年，多蘿西·瑪卡伊爾與第一國家影業公司的合約沒有續約。這段時期，多蘿西·瑪卡伊爾最令人難忘的角色是1932年哥倫比亞影業B級電影《愛情事件》（1932年），當時鮮為人知的亨弗萊·鮑嘉擔任男主角。1937年退休前，她為米高梅、派拉蒙和哥倫比亞拍攝了多部電影，以照顧生病的母親。1955年，多蘿西·瑪卡伊爾搬到了夏威夷檀香山。多蘿西·瑪卡伊爾在拍攝電影《俘虜的女人》（1929年）時，愛上了這些島嶼。 
她偶爾會復出出演電視劇，包括1976年和1980年的兩集《夏威夷特警》。
多蘿西·瑪卡伊爾一生的最後35年居住在夏威夷檀香山。1990年8月12日，她因肝衰竭在皇家夏威夷酒店的房間內去世。多蘿西·瑪卡伊爾遺體被火化，骨灰撒在威基基海灘。

## 外部連結
- 多蘿西·瑪卡伊爾在互联网电影资料库（IMDb）上的資料（英文）
- 互聯網百老匯資料庫（IBDB）上多蘿西·瑪卡伊爾的資料（英文）
- Photographs of Dorothy Mackaill